# Ectiposcopio
El ectiposcopio es un instrumento óptico que usan los grabadores de cuños para monedas y medallas, moldes de fundición y otros objetos que deben construirse al revés de como ha de resultar el original, o sea, con los huecos y relieves. 
El ectiposcopio se emplea para invertir las luces y sombras a través de un sistema de espejos, consiguiendo así ver el objeto en la misma forma que tendrá una vez acuñado o moldeado. 